# 張之選碉樓
張之選碉樓位於重慶市南川區大觀鎮觀橋街，文物遺址年代為1921年，2009年12月15日列為第二批重慶市文物保護單位。已垮塌。